# John Burgoyne
Generalul John Burgoyne (n. 24 februarie 1722, Sutton⁠(d), Central Bedfordshire⁠(d), Anglia, Regatul Marii Britanii – d. 4 august 1792, Londra, Regatul Marii Britanii) a fost un ofițer, dramaturg și politician al armatei britanice. A fost membru al Camerei Comunelor din 1761 până în 1792. A luptat prima dată în timpul războiului de șapte ani când a participat la mai multe bătălii, mai ales în timpul campaniei din Portugalia din 1762.
Burgoyne este cel mai cunoscut pentru rolul său în timpul războiului revoluționar american. El a proiectat o schemă a invaziei coloniilor și a fost numit pentru a comanda o forță care se deplasa spre sud din Canada pentru a izola Noua Anglie și a pune capăt rebeliunii. Burgoyne a avansat din Canada, dar mișcarea sa lentă le-a permis americanilor să-și concentreze forțele. În loc să vină în ajutorul său conform planului general, armata britanică din New York s-a deplasat spre sud pentru a cuceri Philadelphia. Burgoyne a dat două mici bătălii lângă Saratoga, dar a fost înconjurat de forțele americane și, fără niciun alt ajutor, și-a predat întreaga armată de 6200 de oameni la 17 octombrie 1777. Predarea sa, spune istoricul Edmund Morgan, „a fost un moment decisiv al războiului, pentru că a oferit americanilor asistența externă care a fost ultimul element necesar victoriei.” El și ofițerii săi s-au întors în Anglia. Burgoyne a fost puternic criticat când s-a întors la Londra și nu a mai avut niciodată o altă comandă militară activă. 